# Stenogryllus pudens
Stenogryllus pudens är en insektsart som beskrevs av Otte, D. 2006. Stenogryllus pudens ingår i släktet Stenogryllus och familjen syrsor. Inga underarter finns listade i Catalogue of Life.